# Кеннет Ніл Волтц
Кеннет Ніл Волтц (англ. Kenneth Neal Waltz; 8 червня 1924 — 13 травня 2013) — американський політолог, представник теорії неореалізму, професор політичної науки у Каліфорнійському університеті Берклі та Колумбійському університеті, в 1987—1988 роках — президент Американської асоціації політичної науки (APSA), член Американської академії мистецтв і наук. В 1999 році був нагороджений премією імені Дж. Медісона. Основні наукові інтереси Волтца — теоретичні та методологічні проблеми міжнародних відносин як самостійної дисципліни, пізніше — комплекс проблем, пов'язаних з розповсюдженням ядерної зброї.

## Рівні аналізу
Першою працею Волтца в області політології стала його книжка «Людина, держава та війна» (1959), яка класифікувала теорії міжнародних відносин за трьома категоріями чи рівнями аналізу. Перший рівень пояснив міжнародну політику як перш за все те, що проводиться людьми чи результат психологічних сил. Другий рівень пояснив міжнародну політику як політику, що проводиться внутрішніми режимами держав, у той час як третій рівень розглядав роль системних факторів чи вплив міжнародної анархії на поведінку держави. «Анархія» у цьому контексті означає не умови хаосу чи безладу, але лише те, що немає ніякого верховного органу, який керує етнічними державами.

## Неореалізм
Ключовий вклад Волтца в політологію полягає у створенні неореалізму (чи структурного неореалізму) — теорії міжнародних відносин, яка встановлює, що дії держав часто можуть пояснюватись тиском, який чиниться на них міжнародним суперництвом, яке обмежує та звужує їх вибір. Неореалізм, таким чином, прагне пояснювати пояснювати зразки державної поведінки, наприклад, чому відносини між Спартою й Афінами нагадують міжнародні відносини між Сполученими Штатами Америки та СРСР.
Волтц стверджує, що світ існує у стані перманентної міжнародної анархії. Волтц відрізняє анархію міжнародної суспільної думки від внутрішньої. У внутрішній сфері основні «дійові особи» можуть звернутися (та й змушені звертатись) до «верховного судді» — держави чи уряду, однак у міжнародній сфері відсутній подібне легітимне джерело верховної влади. Анархія міжнодної політики — відсутність центрального двигуна — означає, що держави повинні діяти так, щоб гарантувати перш за все свою безпеку. Це — фундаментальний факт політичного життя, перед яким стоять демократичні держави та диктатури, окрім рідкісних випадків, коли вони не можуть розраховувати на добру волю інших і таким чином вони завжди повинні бути готові постояти за себе.
Як і більшість неореалістів Волтц визнає, що глобалізація ставить нові проблеми перед державами, але він не вважає, що держави можна чимось замінити, бо жоден інший (недержавний) орган не може бути нарівні з можливостями держави. Волтц припустив, що глобалізація — це примха 1990-х і що держава може розширити свої функції у відповідь на глобальні зміни.
Неореалізм був відповіддю Волтца на те, що він розглядав як недоліки класичного реалізму. Хоча іноді використовуються однакові терміни, неореалізм та реалізм мають багато фундаментальних відмінностей. Головна відмінність між цими двома теоріями — те, що класичний реалізм поміщає людську натуру, чи переконання домінувати, в центр його пояснення війни, в той час як неореалізм не робить ставку на людську натуру та стверджує, замість цього, що тиск анархії формує результати незалежно від людської натури чи внутрішніх режимів.
Теорія Волтца, як він дає зрозуміти в «Теорії міжнародної політики», не є теорією зовнішньої політики та не намагається передбачити чи пояснити певні акти державної влади, так як розпад Радянського Союзу. Теорія пояснює лише спільні принципи поведінки, які керують відносинами між державами в анархічній міжнародній системі, а не певними діями. Ці принципи поведінки, що повторюються, включають у себе балансування влади (теорія була переглянута Штефаном Волтом і замінила поняття «рівновага сил» на «баланс загрози»), які включаються в індивідуальні перегони озброєнь та проявляють стриманість пропорційно відносної влади. В теорії міжнародної політики (1979:6) Волтц розмірковує над тим, що від хорошої теорії соціології варто очікувати не передбачення, а пояснення, так як соціологи не можуть проводити керовані експерименти, які надають природничим наукам таку велику можливість прогнозування.

## Критика неореалізму
Починаючи з його появи в 1979 році та до кінця холодної війни неореалізм був домінуючою теорією міжнародних відносин. Його нездатність пояснити раптовий і мирний крах Радянського Союзу поставила під сумнів твердження Волтца, що біполярні системи мають бути більш стійкими, ніж багатополярні системи. Волтц стверджував, що стабільність плутають з тривалістю, яка не означає мир, і що біполярна система була дійсно більш стійкою в останньому значенні.
Друга головна тема критики неореалізму (й класичного реалізму загалом) — нездатність пояснити тривалий мир великої держави, починаючи від Другої світової війни і співпрацю держав, що постійно збільшувалась. Альтернативні пояснення, які зосереджені на ролях установок, норм та внутрішніх режимів, продовжили припускати альтернативу реалістичному підходу, хоча реалістичні теорії продовжують мати основний вплив на поточну роботу та теорію.
Інші критики стверджували, що держави не беруть участі в балансуючій поведінці, як передбачає неореалізм, а замість цього, часто за наявності вибору, надають перевагу переможній стороні чи більш сильній стороні в міжнародній кризі. Волтц відповідає, що його теорія пояснює дії середніх та великих держав і що маленькі вразливі держави, за наявності вибору, часто приєднуються до переможної сторони; але в кінцевому результаті їх дії не впливають у значній мірі на курс міжнародних відносин.

## Нагороди
- Нагорода Гейнца Ойлау за найкращу статтю в Огляді американської політичної науки.
- Нагорода Джеймса Медісона за «видатні академічні внески в політологію» від Американської асоціації політології в 1999 році.[5]